# Възнесение Господне (Вепърчани)
„Възнесение Господне“ (на македонска литературна норма: „Възнесение Господне“) е православна църква край прилепското село Вепърчани, югозападната част на Северна Македония. Част е от Преспанско-Пелагонийската епархия на Македонската православна църква – Охридска архиепископия. Тя е главната селска църква на Вепърчани.

## География
Намира се на километър югозападно от селото, в самия край на дола.

## История и архитектура
Църквата е стара и има различни предположения, че е строена в XIII – XIV или XVI век. Във вътрешността има два стълба, а също и няколко плочи със стари надписи, които са проучени от изследователите от музея в Прилеп. В църквата има мраморен стълб с надпис в повече от десет реда, но голяма част от него е нечетлива поради повреждане с времето. Въпреки това, той е частично дешифриран и върху него се среща име с древен произход Пития.
При изграждането на храма освен обикновен камък са използвани и плочи със стари надписи, открити върху останките от стари селища в района. Пред самата църква има покрит притвор с маса, а в двора на църквата е селското гробище.
Патронният празник на църквата Спасовден е и селски празник на вепърчани, но поради по-широкото пространство и по-добрите условия празникът и съборът се провеждат в манастирската църква „Свети Димитър“, която се намира точно над самото село.